# Olympische Reiterspiele 1956
| Medaillenspiegel | Medaillenspiegel | Medaillenspiegel | Medaillenspiegel | Medaillenspiegel | Medaillenspiegel |
| Platz            | Land             | G                | S                | B                | Ges.             |
| ---------------- | ---------------- | ---------------- | ---------------- | ---------------- | ---------------- |
| 1                | Schweden         | 3                | –                | –                | 3                |
| 2                | Deutschland      | 2                | 3                | 1                | 6                |
| 3                | Großbritannien   | 1                | –                | 2                | 3                |
| 4                | Italien          | –                | 2                | 1                | 3                |
| 5                | Dänemark         | –                | 1                | –                | 1                |
| 6                | Kanada           | –                | –                | 1                | 1                |
| 6                | Schweiz          | –                | –                | 1                | 1                |

Die Reiterspiele der XVI. Olympiade fanden 1956 im schwedischen Stockholm statt. Vom 10. bis 17. Juni wurden im Stockholmer Olympiastadion aus dem Jahr 1912 die sechs olympischen Wettbewerbe des Reitsportes ausgetragen.

## Hintergrund
Melbourne in Australien hatte beim IOC-Kongress des Jahres 1949 den Zuschlag für die Olympischen Spiele 1956 erhalten. Hieraufhin stellte sich die Frage, wie die Reitsportwettbewerbe durchgeführt werden sollten. Das australische Quarantänegesetz sah strenge Quarantänebedingungen vor, die eine halbjährige Quarantäne für die Pferde bedeutet hätten.
Während man sich in Europa Hoffnungen auf eine Lockerung der Quarantänebestimmungen machte, erdachte man in Australien eine andere Lösung: Es sollten australische Pferde für die olympischen Reiterwettbewerbe vorbereitet werden und dann bei den Olympischen Spielen den Teilnehmern zugelost werden. Erst 1953 entschied man sich, die Quarantänebestimmungen nicht zu ändern und sagte die Durchführung der Reiterwettbewerbe ab.
Im Mai 1954 schließlich vergab das IOC die Reiterwettbewerbe von 1956 gesondert von den übrigen olympischen Wettbewerben neu, den Zuschlag erhielt Stockholm. Andere Kandidatenstädte waren Paris (Frankreich), Rio de Janeiro (Brasilien), Berlin (Deutschland), Los Angeles (USA) und Buenos Aires (Argentinien).

## Teilnehmer
An den Reiterspielen nahmen 164 Sportler aus 29 Ländern teil. 5 Länder – Ägypten, Kambodscha, Niederlande, Schweiz und Spanien – boykottierten die fünf Monate späteren Spiele in Melbourne und nahmen an weiteren Wettbewerben nicht mehr teil.
→ Teilnehmer der Spiele der XVI. Olympiade in Melbourne
| Europa (127 Reiter aus 20 Nationen)                                                                                                | Europa (127 Reiter aus 20 Nationen)                                                                         | Europa (127 Reiter aus 20 Nationen)                                                      |
| --- | --- | ---------------------------------------------------------------------------------------- |
| - Belgien (3) - Bulgarien (4) - Dänemark (6) - Gesamtdeutsche Mannschaft* (9) - Finnland (7) - Frankreich (9) - Großbritannien (8) | - Irland (6) - Italien (6) - Niederlande+ (1) - Norwegen (4) - Österreich (5) - Portugal (7) - Rumänien (9) | - Schweden (9) - Schweiz+ (9) - Sowjetunion (9) - Spanien+ (7) - Türkei (6) - Ungarn (3) |
| Amerika (25 Reiter aus 5 Nationen)                                                                                                 | |                                                                                          |
| - Argentinien (7) - Brasilien (3)                                                                                                  | - Kanada (4) - Venezuela (3)                                                                                | - Vereinigte Staaten (8)                                                                 |
| Asien (5 Reiter aus 2 Nationen) | |                                                                                          |
| - Japan (2) | - Kambodscha*+ (3)                                                                                          |                                                                                          |
| Afrika (3 Reiter aus 1 Nation) | |                                                                                          |
| - Ägypten+ (3) | |                                                                                          |
| Ozeanien (4 Reiter aus 1 Nation)                                                                                                   | |                                                                                          |
| - Australien (4) | |                                                                                          |
| (Anzahl der Reiter) * erstmalige Teilnahme an Sommerspielen + keine Teilnahme in Melbourne                                         | |                                                                                          |

## Wettkampfprogramm
Bei den Reiterspielen 1956 in Stockholm fanden 6 Wettkämpfe in einer Sportart statt. Beim Springreiten wurden die beiden Wettbewerbe (Einzel und Mannschaft) in offene Wettbewerbe umgewandelt – bei den vorherigen Olympischen Spielen in Helsinki 1952 durften noch nur Männer an den Start gehen.

### Olympische Sportarten/Disziplinen
- Reiten
  -  Dressur Gesamt (2) = Offen (2)
  -  Springen Gesamt (2) = Offen (2)
  -  Vielseitigkeit Gesamt (2) = Männer (2)

Anzahl der Wettkämpfe in Klammern

### Zeitplan
| Zeitplan        | Zeitplan       | Zeitplan | Zeitplan | Zeitplan | Zeitplan | Zeitplan | Zeitplan | Zeitplan | Zeitplan | Zeitplan           | Zeitplan  |
| Disziplin       | Disziplin      | So. 10.  | Mo. 11.  | Di. 12.  | Mi. 13.  | Do. 14.  | Fr. 15.  | Sa. 16.  | So. 17.  | Ent- schei- dungen | Zuschauer |
| Disziplin       | Disziplin      | Juni     | Juni     | Juni     | Juni     | Juni     | Juni     | Juni     | Juni     | Ent- schei- dungen | Zuschauer |
| --------------- | -------------- | -------- | -------- | -------- | -------- | -------- | -------- | -------- | -------- | ------------------ | --------- |
| Eröffnungsfeier |                |          |          |          |          |          |          |          |          |                    |           |
| Reitsport       | Dressur        |          |          |          |          |          |          | 2        |          | 2                  |           |
| Reitsport       | Springen       |          |          |          |          |          |          |          | 2        | 2                  |           |
| Reitsport       | Vielseitigkeit |          |          |          |          | 2        |          |          |          | 2                  |           |
| Schlussfeier    |                |          |          |          |          |          |          |          |          |                    |           |
| Entscheidungen  | Entscheidungen |          |          |          |          | 2        |          | 2        | 2        | 6                  |           |
|                 |                | So. 10.  | Mo. 11.  | Di. 12.  | Mi. 13.  | Do. 14.  | Fr. 15.  | Sa. 16.  | So. 17.  |                    |           |
| Juni            |                |          |          |          |          |          |          |          |          |                    |           |

Farblegende

## Dressur
Das Programm der Dressur bestand ausschließlich aus dem Grand Prix de Dressage, der verteilt über den 15. und 16. Juni ausgetragen wurde. Es waren 34 Reiter aus 17 Nationen am Start.
Die Bewertungen von zwei Richtern waren hoch umstritten: Sowohl der schwedische Richter als auch jener aus der Bundesrepublik Deutschland setzten die Reiter aus ihrem Heimatland auf die ersten drei Plätze. Die zuständigen internationalen Verbände zogen hieraus Konsequenzen: Der Weltpferdesportverband FEI sperrte beide Richter. Das IOC erwog sogar, das Dressurreitern ganz aus den zukünftigen olympischen Programm zu streichen. Letztlich blieb der Sport doch olympisch, als Konsequenz traf man jedoch bei den Spielen 1960 jedoch mehrere Maßnahme. So waren dort nur noch zwei Reiter je Nation am Start, eine Mannschaftswertung gab es einmalig nicht.

### Einzel
| Platz | Land | Reiter und Pferd                         | Punkte |
| ----- | ---- | ---------------------------------------- | ------ |
| 1     | SWE  | Henri Saint Cyr auf „Juli“               | 860,0  |
| 2     | DEN  | Lis Hartel auf „Jubilee“                 | 850,0  |
| 3     | EUA  | Liselott Linsenhoff auf „Adular“         | 832,0  |
| 4     | SWE  | Gehnäll Persson auf „Knaust“             | 821,0  |
| 5     | FRA  | André Jousseaume auf „Harpagon“          | 814,0  |
| 6     | SUI  | Gottfried Trachsel auf „Kursus“          | 807,0  |
| 7     | SWE  | Gustaf Adolf Boltenstern jr. auf „Krest“ | 794,0  |
| 8     | SUI  | Henri Chammartin auf „Wöhler“            | 789,0  |
| 9     | EUA  | Hannelore Weygand auf „Perkunos“         | 785,0  |
| 10    | SUI  | Gustav Fischer auf „Vasello“             | 750,0  |
|       | ...  |                                          |        |
| 14    | EUA  | Anneliese Küppers auf „Afrika“           | 729,0  |
|       | ...  |                                          |        |
| 25    | AUT  | Robert Lattermann auf „Danubia“          | 616,0  |
|       | ...  |                                          |        |
| 34    | AUT  | Alexander Sagadin auf „Cyprius“          | 513,0  |

### Mannschaft
| Platz | Land        | Reiter und Pferde                                                                                | Punkte |
| ----- | ----------- | ------------------------------------------------------------------------------------------------ | ------ |
| 1     | Schweden    | Gustaf Adolf Boltenstern jr. auf „Krest“ Gehnäll Persson auf „Knaust“ Henri Saint Cyr auf „Juli“ | 2475,0 |
| 2     | Deutschland | Liselott Linsenhoff auf „Adular“ Anneliese Küppers auf „Afrika“ Hannelore Weygand auf „Perkunos“ | 2346,0 |
| 3     | Schweiz     | Henri Chammartin auf „Woehler“ Gustav Fischer auf „Vasello“ Gottfried Trachsel auf „Kursus“      | 2346,0 |
| 4     | Sowjetunion | Sergei Filatow auf „Ingas“ Alexander Wtorow auf „Repertoir“ Nikolai Sitko auf „Skatshek“         | 2170,0 |
| 5     | Dänemark    | Lis Hartel auf „Jubilee“ Hermann Zobel auf „Monty“ Inger Lemvigh-Müller auf „Bel Ami“            | 2167,0 |

## Springreiten
Die Springreiter mussten in Stockholm nur in einer Prüfung mit zwei Umläufen antreten, deren Ergebnis dann sowohl für die Einzel- als auch für die Mannschaftsentscheidung zählte. Parcoursbauer war Greger Lewenhaupt, der 1948 selbst für Schweden als Springreiter bei den Olympischen Spielen am Start war. Der Springkurs umfasste 14 Hindernisse mit 17 Sprüngen mit einer Höhe bis zu 1,60 Meter. Zu den Hindernissen zählten noch viele naturnahe Hindernisse wie ein Schilfzaun und eine Parkmauer. Zudem waren ein Wall mit einem Wassergraben davor und noch zwei weitere Wassergräbenhindernisse zu überwinden.
Es dominierten die italienischen und deutschen Reiter. Beim vorletzten Hindernis des ersten Umlaufs zog sich Hans Günter Winkler einen Muskelriss zu. Um die deutsche Mannschaft nicht platzen zu lassen, trat er auch im zweiten Umlauf an und bestritt den berühmten Ritt auf seiner „Wunderstute“ Halla. Er ritt unter starken Medikamenten, angeblich ohne Kontrolle über das Pferd zu haben, das ihn aus eigenem Antrieb fehlerfrei über den Parcours trug, zur Goldmedaille. Winkler selbst räumte dieses Gerücht später aus; er habe stets die Kontrolle über sein Pferd gehabt, wenn auch mit großen Schmerzen.

### Einzel
| Platz | Land | Reiter und Pferd                         | Fehlerpunkte  |
| ----- | ---- | ---------------------------------------- | ------------- |
| 1     | EUA  | Hans Günter Winkler auf „Halla“          | 4             |
| 2     | ITA  | Raimondo D’Inzeo auf „Merano“            | 8             |
| 3     | ITA  | Piero D’Inzeo auf „Uruguay“              | 11            |
| 4     | EUA  | Fritz Thiedemann auf „Meteor“            | 12            |
| 4     | GBR  | Wilfred White auf „Nizefela“             | 12            |
| 6     | FRA  | Pierre Jonquères d’Oriola auf „Voulette“ | 15            |
| 7     | POR  | Henrique Callado auf „Martingil“         | 16            |
| 8     | ARG  | Carlos César Delía auf „Discutido“       | 19            |
| 9     | EGY  | Mohamed Selim Zaki auf „Inch Allah“      | 20            |
| 10    | GBR  | Pat Smythe auf „Flanagan“                | 21            |
| 11    | HUN  | Albert Szatola auf „Aranyos“             | 24            |
| 11    | EUA  | Alfons Lütke-Westhues auf „Ala“          | 24            |
| 11    | USA  | Hugh Wiley auf „Trail Guide“             | 24            |
|       | ...  |                                          |               |
| 19    | SUI  | William de Rham auf „Va-Vite“            | 36            |
|       | ...  |                                          |               |
| 34    | SUI  | Alexander Stoffel auf „Bricole“          | 59            |
|       | ...  |                                          |               |
| 37    | SUI  | Marc Büchler auf „Duroc“                 | 64,50         |
|       | ...  |                                          |               |
| –     | AUT  | Adolf Lauda auf „Schönbrunn“             | ausgeschieden |
| –     | AUT  | Peter Lichtner-Hoyer auf „Rienzi“        | ausgeschieden |
| –     | AUT  | Romuald Halm auf „Bianka“                | ausgeschieden |

### Mannschaft
| Platz | Land               | Reiter und Pferde                                                                             | Fehlerpunkte  |
| ----- | ------------------ | --------------------------------------------------------------------------------------------- | ------------- |
| 1     | Deutschland        | Alfons Lütke-Westhues auf „Ala“ Fritz Thiedemann auf „Meteor“ Hans Günter Winkler auf „Halla“ | 40            |
| 2     | Italien            | Piero D’Inzeo auf „Uruguay“ Raimondo D’Inzeo auf „Merano“ Salvatore Oppes auf „Pagoro“        | 66            |
| 3     | Großbritannien     | Peter Robeson auf „Scorchin“ Pat Smythe auf „Flanagan“ Wilfred White auf „Nizefela“           | 69            |
| 4     | Argentinien        | Naldo Dasso auf „Ramito“ Pedro Mayorga auf „Coriolano“ Carlos César Delía auf „Discutido“     | 99,50         |
| 5     | Vereinigte Staaten | Frank Chapot auf „Belair“ William Steinkraus auf „Night Owl“ Hugh Wiley auf „Trail Guide“     | 104,25        |
|       | ...                |                                                                                               |               |
| 9     | Schweiz            | Marc Büchler auf „Duroc“ Alexander Stoffel auf „Bricole“ William de Rham auf „Va-Vite“        | 159,50        |
|       | ...                |                                                                                               |               |
| −     | Österreich         | Adolf Lauda auf „Schönbrunn“ Peter Lichtner-Hoyer auf „Rienzi“ Romuald Halm auf „Bianka“      | ausgeschieden |

## Military (Vielseitigkeit)
An der Military von Stockholm nahmen 56 Reiter aus 19 Nationen teil, 36 von ihnen beendeten die Prüfung. Die Prüfung umfasste vier Tage: Die Dressurteilprüfung am 11. und 12. Juni, am Folgetag der Geländeritt und am 14. Juni das Springen als letzte Teilprüfung.
Der Geländeritt der Military umfasst eine Strecke von 34,850 Kilometer, verteilt über fünf Phasen. Bei der Rennbahnphase B mussten 3,6 Kilometer mit 12 Hindernissen in sechs Minuten bewältigt werden. Die Phasen A, C und E waren zu bewältigende Wegstrecken.
Zur Cross Country (Phase D) fanden sich 50.000 Zuschauer ein. Sie umfasste 7,650 Kilometer, auf denen innerhalb von 17 Minuten 33 Hindernisse zu überwinden waren. Schwierig hierbei waren kurze Anrittdistanzen sowie schlechte Bodenverhältnisse nach ausgiebigem Regen. Besonders als Problemhindernis erwies sich ein Trakehnergraben: Hindernis Nummer 22 bestand aus einem 2,50 Meter tiefen Graben mit einem ein Meter hohen Rick (einem aus massiven Baumstämmen gebauten Hindernis). Bedingt durch den morastigen Boden fanden die Pferde beim Ein- und Aussprung keinen Halt. Das Pferd des schwedischen Reiters Johan Asker, Iller, stürzte hier und rutschte unter das Hindernis, es wurde vor Ort erschossen. Ein Abtransport während der weiterlaufenden Prüfung war nicht möglich, die folgenden Starter mussten über das tote Pferd springen. Insgesamt gab es nur an diesem Hindernis 12 Stürze und 28 Verweigerungen.
Nach der Dressur lag Otto Rothe mit Sissi mit 98,40 Minuspunkten in Führung, auch auf der Rennbahn gehörte sein Ergebnis von 23,33 Pluspunkten zu den besseren. In der Cross Country bekam er 72,97 Minuspunkte hinzu. Ergänzt um 10 Minuspunkte aus dem Springen kam er auf den 15. Rang. Frank Weldon konnte seinen dritten Platz aus der Dressur halten, ein Cross Country-Ergebnis von 5,34 Pluspunkten war jedoch nicht gut genug für Silber oder Gold. Petrus Kastenmann und August Lütke-Westhues verdankten ihre Gold- bzw. Silbermedaille sehr guten Rennbahn- und Cross Country-Ergebnissen. Von den teilnehmenden 18 Mannschaften brachten acht ein Mannschaftsergebnis in das Ziel, von drei Mannschaften beendete kein einziger Reiter die Prüfung.

### Einzel
| Platz | Land | Reiter und Pferd                       | Minuspunkte |
| ----- | ---- | -------------------------------------- | ----------- |
| 1     | SWE  | Petrus Kastenman auf „Iluster“         | 66,53       |
| 2     | EUA  | August Lütke-Westhues „Trux von Kamax“ | 84,87       |
| 3     | GBR  | Francis Weldon auf „Kilbarry“          | 85,48       |
| 4     | URS  | Lew Baklyschkin auf „Guimnast“         | 96,65       |
| 5     | BUL  | Genko Raschkow auf „Euphoria“          | 111,23      |
| 6     | GBR  | Arthur Rook auf „Wild Venture“         | 119,64      |
| 7     | ITA  | Giancarlo Gutierrez auf „Winston“      | 136,43      |
| 8     | ARG  | Juan Martín Merbilháa auf „Gitana“     | 136,46      |
| 9     | ITA  | Adriano Capuzzo auf „Tuft of Heather“  | 139,41      |
| 10    | IRL  | Bill Mullins auf „Charleville“         | 145,48      |
|       | ...  |                                        |             |
| 15    | EUA  | Otto Rothe auf „Sissi“                 | 158,04      |
|       | ...  |                                        |             |
| 21    | EUA  | Klaus Wagner auf „Prinzeß“             | 233,00      |
|       | ...  |                                        |             |
| 30    | SUI  | Emil-Otto Gmür auf „Romeo“             | 378,51      |
| 31    | SUI  | Roland Perret auf „Erlfried“           | 405,18      |
|       | ...  |                                        |             |
| 33    | SUI  | Samuel Koechlin auf „Goya“             | 577,21      |

### Mannschaft
| Platz | Land           | Reiter und Pferde                                                                                       | Minuspunkte |
| ----- | -------------- | --- | ----------- |
| 1     | Großbritannien | Albert Hill auf „Countryman III“ Arthur Rook auf „Wild Venture“ Francis Weldon auf „Kilbarry“           | 355,48      |
| 2     | Deutschland    | August Lütke-Westhues auf „Trux von Mamax“ Otto Rothe auf „Sissi“ Klaus Wagner auf „Prinzeß“            | 475,91      |
| 3     | Kanada         | Jim Elder auf „Colleen“ Brian Herbinson auf „Tara“ John Rumble auf „Cilroy“                             | 572,72      |
| 4     | Australien     | Ernie Barker auf „Dandy“ Bunty Thompson auf „Brown Sugar“ Brian Crago auf „Radar“                       | 619,98      |
| 5     | Italien        | Giuseppe Molinari auf „Uccello“ Adriano Capuzzo auf „Tuft of Heather“ Giancarlo Gutierrez auf „Winston“ | 572,72      |
|       | ...            | |             |
| 8     | Schweiz        | Samuel Koechlin auf „Goya“ Roland Perret auf „Erlfried“ Emil-Otto Gmür auf „Romeo“                      | 1360,90     |